# HMS Revenge (1892)
La HMS Revenge fu una delle sette navi della classe Royal Sovereign  di corazzate pre-dreadnought costruite dalla Royal Navy nell'ultimo decennio del 1800. Passò la maggior parte della sua vita operativa all'inizio come nave ammiraglia del Flying Squadron e poi nelle Mediterranean, Home e Channel Fleet. La Revenge fu assegnata all'International Squadron che bloccava Creta durante la rivolta contro l'impero ottomano. Fu posta in riserva al suo rientro in Inghilterra nel 1900 e fu poi assegnata alla guardia costiera prima che si riunisse alla Home Fleet nel 1902. La nave divenne una nave scuola per artiglieri nel 1906 fino a quando non fu radiata nel 1913.
La Revenge fu ricommissionata l'anno seguente, dopo l'inizio della prima guerra mondiale, per bombardare le coste delle Fiandre come parte delle pattuglia di Dover. Durante quest'azione fu colpita quattro volte ma non in modo grave. All'inizio del 1915 le furono aggiunti dei compartimenti antisiluro e fu la prima nave operativa a cui furono aggiunti. la nave fu rinominata Redoubtable e fu accomodata per essere usata come pontone caserma alla fine dell'anno. Fu venduta per la demolizione nel 1919, ultima nave sopravvissuta della sua classe.

## Progetto e descrizione
Il disegno delle Royal Sovereign derivava da quello delle corazzate della classe Admiral, molto ingrandito per migliorare la tenuta di mare ed aggiungere spazio per l'armamento secondario come già successo per le precedenti corazzate della classe Trafalgar.
Le Royal Sovereign furono propulse da un paio si motori a vapore a tre cilindri a tripla espansione verticale, ognuno dei quali collegato ad un asse portaelica. I loro motori Humphrys & Tennant erano progettati per fornire 8.200 kW di potenza e una velocità massima di 17,5 nodi usando il vapore proveniente da otto caldaie cilindriche a tiraggio forzato. Le navi trasportavano un massimo di 1 443 t di carbone che le fornivano un'autonomia di 4.270 miglia nautiche alla velocità di 10 nodi.
L'armamento principale consisteva in 4 cannoni da 343 mm a retrocarica montati in due torrette a prua e poppa delle sovrastrutture. Ogni cannone aveva 80 proiettili. L'armamento secondario consisteva in 10 cannoni a tiro rapido da 152 mm. Erano stivati 200 proiettili per ognuno di questi. 16 cannoni a tiro rapido da 57 mm e 12 da 47 mm Hotchkiss furono montati come difesa contro le torpediniere. Nel 1903 furono rimossi due cannoni da 47 mm dalla coperta e tutti i rimanenti sul ponte principale e inferiore furono eliminati tra il 1905 e il 1909. Le Royal Sovereign montavano sette tubi lanciasiluri da 450 mm ma la Revenge ne ebbe 4 rimossi nel 1902.
L'armatura delle Royal Sovereign era simile a quello delle Trafalgars dato che la cintura al galleggiamento e l'armatura compound proteggevano solo l'area tra le barbette. La cintura da 356–457 mm e paratie trasversali da 356–406 mm completavano le estremità della cintura corazzata. Sopra la cintura c'era un corso di fasciame da 102 mm di armatura di acciaio al nickel chiuso da paratie trasversali da 76 mm.
Le barbette erano protette da armatura compound tra i 279 e i 432 mm di spessore e le casematte dei cannoni da 57 mm avevano uno spessore uguale al diametro dei pezzi. Lo spessore dei ponti corazzati variava tra i 64 e i 76 mm. I muri della torre di comando erano spessi tra 305 e 356 mm e la torre di comando secondaria a poppa era protetta da piastre da 3 pollici.